# Albrecht von Urach
O Príncipe Albrecht de Urach (em alemão: Fürst Albrecht von Urach, Graf von Württemberg; 18 de outubro de 1903 – 11 de dezembro de 1969) foi um nobre alemão, artista e autor em tempo de guerra, jornalista, linguista e diplomata.

## Antecedentes
Ele era o terceiro filho de Wilhelm Karl, Duque de Urach (1864–1928), um general alemão na Primeira Guerra Mundial que foi brevemente escolhido como rei da Lituânia. Sua mãe foi Amalie (1865–1912), filha de Karl-Theodor, Duque da Baviera. A família Urach é um ramo morganático da família real que governou o Reino de Württemberg até 1918. Eles viveram em Stuttgart e no Castelo de Lichtenstein, e fizeram visitas frequentes a Mônaco antes de 1914.
A avó paterna de seu pai era a Princesa Florestine de Mônaco (1833–98), e por isso ele recebeu o nome de seu sobrinho, o Príncipe Alberto I de Mônaco. Seu pai estava em segundo lugar na linha de sucessão ao trono de Mônaco até a Revolução Monegasca de 1911, já que Alberto I não tinha netos legítimos. Mesmo antes da Primeira Guerra Mundial, a França não podia tolerar uma possível base de submarinos tão próxima de Toulon, e preferia uma descendência do filho de Alberto, o Príncipe Luís, que teve uma carreira no exército francês por muitos anos. Luís, portanto, adotou sua filha natural, Charlotte, para garantir uma sucessão pró-francesa, e Mônaco assinou um tratado concessivo com a França em julho de 1918. Embora fosse o terceiro filho Von Urach, de acordo com o Chicago Daily Tribune, o Príncipe Albrecht estava em Paris em março de 1930, tentando sem sucesso persuadir o Ministério das Relações Exteriores francês a aceitá-lo como o herdeiro respeitável e legítimo do Príncipe Luís após o recente divórcio da filha e do genro de Luís.

## Artista
Seguindo a derrota alemã em 1918, Albrecht estudou arte em Stuttgart sob Arnold Waldschmidt e Christian Landenberger, e depois em Paris na Académie de la Grande Chaumière em 1927–30, enquanto vivia na Île de la Cité, desenvolvendo um estilo expressionista. Ele então exibiu em 1930-32 nas galerias Leicester e Redfern em Londres, Galerie Bonaparte em Paris e na Blomquist em Oslo, mas não conseguiu ganhar a vida com pintura com o início da Grande Depressão, e começou a trabalhar como fotógrafo freelancer. Seus amigos artistas incluíam Willi Baumeister e Fernand Léger. Sua assinatura em suas pinturas era geralmente "AvU". Sua produção artística foi retomada na década de 1950.

## Foto-jornalista
Em abril de 1934, ele estava morando em Veneza, alugando um apartamento de Alma Mahler, e por acaso fotografou o primeiro encontro não publicizado de Mussolini e Hitler, que foi seguido por um comício público na Piazza San Marco. Albrecht transformou este furo jornalístico em uma posição permanente como jornalista baseado em Tóquio a partir de setembro de 1934, cobrindo a guerra sino-japonesa e também o incidente de Nomonhan para vários jornais alemães. Para se tornar jornalista, foi obrigatório ingressar no Partido Nazista em 1934. Por coincidência, o adido militar alemão e depois embaixador em Tóquio, Eugen Ott, havia servido sob seu pai em 1914–18, e seu amigo regular de bebida era Richard Sorge, o famoso espião do Exército Vermelho.

## Segunda Guerra Mundial
No início de 1939, ele retornou à Europa e foi designado para Roma como o Ministério das Relações Exteriores de ligação entre a imprensa alemã e italiana, e fez amizade com o Conde Ciano. Um apoiador no Ministério das Relações Exteriores era Ernst von Weizsäcker, cuja família havia trabalhado com a família de Albrecht no passado. Em 1940, ele trouxe jornalistas americanos e italianos neutros para reportar sobre a invasão da Noruega, e depois em 1941 durante a invasão da Rússia. Seguindo o Pacto Tripartite entre Alemanha, Japão e Itália assinado em setembro de 1940, ele foi enviado em uma missão secreta ao Japão em maio e junho de 1941 para persuadir os japoneses a atacar os britânicos na Ásia; ostensivamente a missão era para a cooperação dos serviços de imprensa alemães e japoneses. Em abril de 1941, Yosuke Matsuoka acordou um pacto de neutralidade entre Japão e Rússia. Falhando em sua missão, ele retornou pela Ferrovia Transiberiana pouco antes da Rússia ser invadida. O diário de Ciano de 10 de março de 1942 menciona o pessimismo alemão sobre a guerra na Rússia, e que o Príncipe "Alberto von Urago" havia visitado Roma, fazendo comentários "agridoces" sobre o Japão, e insinuando a necessidade de uma paz das Potências do Eixo com a Grã-Bretanha. "Urach também disse que a liquidação da Rússia ainda parece ser uma tarefa muito difícil". 11 de março: "O Duce ficou indignado com as declarações de Urach".
Visto em Berlim como um especialista no Leste Asiático, ele passou muito de 1939–43 escrevendo sobre os rápidos avanços tecnológicos do Japão desde meados do século XIX. O folheto de 1943 "O segredo da força do Japão" é o mais conhecido, vendendo 800 000 cópias, e é de particular interesse na medida em que alguém com uma antipatia parcial pelo Japão deveria glorificar seu espírito marcial. Ansioso para deixar a Alemanha, que agora enfrentava a derrota, no início de 1944 ele conseguiu ser nomeado adido de imprensa na Embaixada Alemã em Berna, com a patente de Unterkonsul. Seus filhos Manuela e Peter nasceram em Berna. Aqui se diz que ele assistiu um grupo contrabandeando capital da Suíça para os EUA via "Banque Charles" em Mônaco, onde seu primo em segundo grau Luís II reinava. No entanto, os arquivos da Kriminalpolizei suíça revelam que eles o mantiveram sob vigilância em 1944–45, e descobriram após vários meses que ele não era o financista clandestino bem-conectado que eles haviam sido levados a acreditar.
Em maio de 1945, como a Embaixada não representava mais um estado, toda a equipe da Embaixada Alemã foi expulsa para a parte da Alemanha controlada pelos franceses, e ele foi internado para interrogatório até 1946. Ele foi entrevistado duas vezes em outubro de 1945 por oficiais do OSS, que concluíram que: "Ele tem sido cooperativo, e suas informações são consideradas confiáveis. Ele não é um interno automático e não é de mais interesse de CI". O chefe do OSS em tempo de guerra em Berna havia sido Allen Dulles.

## Vida posterior
Em 1946–1948, von Urach foi acusado por um tribunal alemão de criar e transmitir propaganda no estilo nacional-socialista, e por pertencer ao Partido Nazista (veja Desnazificação). Ele se desculpou e não houve sanção. Seus superiores foram processados no Julgamento dos Ministérios em 1948. Em 1947–1967, ele retomou sua carreira como artista e jornalista freelancer.
Ele foi nomeado chefe de adido de imprensa na Mercedes-Benz em Stuttgart, Baden-Württemberg, Alemanha Ocidental, em 1953–1967, onde seu irmão mais velho Wilhelm era diretor. Isso se adequava à sua habilidade com idiomas e ele viajou amplamente. Ele é creditado em conjunto por encorajar o design do Mercedes-Benz 300 SL. Ele então sofreu um acidente vascular cerebral em 1967 e foi sepultado em Waldenburg em 1969.

## Família
Em julho de 1931 em Oslo, ele se casou com Rosemary Blackadder (1901–1975), uma jornalista e artista escocesa, filha de John Blackadder e sua esposa Anna Wilson, e este casamento morganático o tornou inelegível para ser Duque (Herzog) de Urach. Eles tiveram uma filha Marie-Gabrielle, conhecida como "Mariga", que se casou com Desmond Guinness. Rosemary retornou sozinha à Grã-Bretanha em 1938.
Em 1943, ele se casou novamente com Ute Waldschmidt (1922–1984), filha de Arnold Waldschmidt e sua esposa Olga Schwartz, e eles tiveram dois filhos, Peter (1944–1977) e Manuela (1945–2017), que mais tarde se casou com Sergei von Cube. Eles se divorciaram em 1960.